# Ministério da Instrução Pública e Belas Artes
Ministério da Instrução Pública e Belas Artes foi a designação dada entre 1890 e 1892 ao departamento ministerial do Governo da Monarquia Constitucional Portuguesa competente em matéria de educação e de política cultural. Foi a segunda tentativa de criação de um departamento autónomo na área da instrução pública, mas foi efémera, durando menos de dois anos. O departamento apenas seria restaurado com a implantação da República Portuguesa.